# Irena Blühová
Irena Blühová (ur. 2 marca 1904 w Powaskiej Bystrzycy, zm. 30 listopada 1991 w Bratysławie) – słowacka fotografka, jedna z najważniejszych postaci słowackiej fotografii.

## Życiorys

### Młodość
Irena Blühová urodziła się w 1904 roku w Powaskiej Bystrzycy, która należała wtedy do Austro-Węgier. Miała pięć sióstr i brata. Jej ojcem był sklepikarz Móric Blüh, o którym mówiono, że był potomkiem Léo Fränkela – węgierskiego rewolucjonisty i delegata ds. pracy w Radzie Komuny Paryskiej. Matka Blühovej, Zofia, pochodziła z Orawy. Tam Blühová spędzała wakacje i poznała ludowe tradycje regionu, które miały wpływ na jej późniejszą twórczość. Jej dziadek, który przyjaźnił się z Pavlem Országhem Hviezdoslavem, miał pokaźną bibliotekę literatury słowackiej i światowej, dzięki której młoda Blühová mogła się rozwinąć. 
W 1921 roku, w wieku siedemnastu lat, Blühova wstąpiła do Komunistycznej Partii Czechosłowacji. Uczyła się w Trenczynie, ale ponieważ rodziny nie było stać na jej utrzymywanie, zaczęła dodatkowo pracę w kancelarii adwokackiej. W latach 1922–1929 była urzędniczką w banku, jednocześnie od 1922 do 1926 uczyła się w szkole średniej w Bratysławie. 
W 1924 roku zaczęła dokumentować wycieczki swoim pierwszym aparatem fotograficznym Goerz Tenax. W podróże jeździła ze swoim przyszłym mężem, malarzem Imrichem Weiner-Kráľem, którego znała jeszcze z dzieciństwa: ich rodziny mieszkały o kilka domów od siebie w Powaskiej Bystrzycy. Po początkowym zainteresowaniu fotografią turystyczną i sportową, Blühová skupiła się na tematyce społecznej, która stała się główną płaszczyzną jej pracy. Dokumentowała biedę i zacofanie słowackiej wsi. Zwracała uwagę na pracę i choroby dzieci i pracowników sezonowych, fotografowała także małomiasteczkowe życie, jarmarki itp. Wokół tych tematów tworzyła cykle fotograficzne. Jej pierwsze prace tego typu powstały w okolicach Hornej Maríkovej, a dalsze cykle pochodzą z okolic Orawy i Kysuc.  
Tematyka fotografii Blühovej odzwierciedlała jej zaangażowanie w sprawy społeczne. Jej prace były wykorzystywane w działalności partii komunistycznej. Jednocześnie, jej fotografie były ważnym elementem dokumentacji historii Słowaków, którzy ze względu na politykę madziaryzacji prowadzoną za czasów Austro-Węgier, byli narodem przede wszystkim chłopskim, ze skromną klasą średnią; by awansować społecznie, konieczna była bowiem asymilacja.

### Bauhaus
W 1931 roku Blühová wyjechała do Dessau, żeby zacząć studia na Bauhausie, gdzie skończyła kurs wstępny u Josefa Albersa. Później uczyła się u Joosta Schmidta i dołączyła do warsztatu fotografii pod kierunkiem Waltera Peterhansa. Były to pierwsze sformalizowane lekcje fotografii, które podjęła Blühová. Jej marzeniem wtedy było utrzymywanie się z pracy fotoreportera. Nie zachowały się żadne z typograficznych prac Blühovej wykonanych na studiach, ale część jej zdjęć znajduje się w zbiorach archiwum uczelni w Berlinie. 
W czasie studiów Blühová stworzyła wiele portretów klasy pracującej, z którą dzieliła kwatery, jak na przykład portret sprzątaczki pracującej w Bauhausie. Jednocześnie był to dla niej czas eksperymentów formalnych, takich jak praca Eksperyment z dwoma negatywami, na której połączyła poważny portret siebie, z portretem Weiner-Kráľa, który jest zastygły w krzyku. W 1932 roku opuściła uczelnię, na krótko przed zamknięciem uczelni przez władze nazistowskie.

### Bratysława
Po powrocie na Słowację, Blühová założyła księgarnię Blüh w Bratysławie, którą prowadziła w latach 1933–1941. W tym czasie powołała także grupę Sociofoto, organizowała i brała udział w wystawach. W 1933 roku, wraz z architektem Fridrichem Weinwurmem i aktorem Andrejem Bagarem, założyła agitpropową grupę teatralną. W tym samym roku wykonała akt fotograficzny swojego męża. Ze względu na nietypowy temat (zwykle wykonywano akty kobiet), fotografia podważała tradycyjne oczekiwania wobec ról płci, w czym nawiązywała do wcześniejszego Eksperymentu z dwoma negatywami. Z tego okresu pochodzi jej przydomek „bratysławskiej Gertrudy Stein”.  
W 1935 roku John Heartfield wykorzystał zdjęcie Blühovej w fotomontażu na okładce niemieckiego wydania książki Petera Jilemnickiego. W latach 1937–1939 uczęszczała na kursy ceramiki Júlii Horovej i na wydział filmowy akademii sztuki użytkowej (Škola umeleckých remesiel), który prowadził Karol Plicka. Jej księgarnia była powiązana z działalnością partii komunistycznej, a na początku wojny stała się punktem kontaktowym opozycji antyfaszystowskiej. Pomagała także w ucieczkach z austriackiego brzegu Dunaju na bratysławski. Ze względu na swoją działalność w podziemiu antyfaszystowskim, Blühová musiała się zacząć ukrywać, gdy w 1944 roku wydano na nią list gończy. W trakcie wojny straciła w Auschwitz-Birkenau i Theresienstadt ojca, czworo rodzeństwa i wielu innych członków rodziny. Po wojnie rzadko wracała do fotografowania, choć ostatnie fotografie wykonała dopiero w latach 70..
W latach 1945–1948 Blühová prowadziła wydawnictwo Pravda, którego była współzałożycielką. Wykonała wtedy serię fotografii portretowych pisarzy słowackich, m.in. portrety Kristy Bendovej i Jána Kostry. W 1948 roku urodziła córkę Zuzanę. Od 1955 roku przez dziesięć lat była dyrektorką biblioteki pedagogicznej, której była także współzałożycielką. Wykładała także na Uniwersytecie Komeńskiego w Bratysławie. Była współautorką dwóch książek dla dzieci, w tym Prvé kroky (1959), którą napisała razem z Kristą Bendovą. W latach 80. brała udział w konferencjach dotyczących Bauhausu w Weimarze. W 1989 roku została odznaczona medalem im. Josefa Sudka.
Pierwsza wystawa indywidualna Blühovej odbyła się w 1974 roku, po czym jej solowe wystawy pokazywano m.in. w Bratysławie, Helsinkach, Lipsku, Berlinie i Bochum, choć udział w wystawach zbiorowych brała już od 1933 roku. Jej prace znajdują się m.in. w kolekcjach muzealnych w Bratysławie, Berlinie, Weimarze, Wrocławiu i w Stanach Zjednoczonych.